# Chlotrudis Award du meilleur scénario adapté
Le Chlotrudis Award du meilleur scénario adapté (Chlotrudis Award for Best Adapted Screenplay) est une récompense cinématographique américaine décernée depuis 2001 par la Chlotrudis Society for Independent Film lors de la cérémonie annuelle récompensant les meilleurs films indépendants internationaux.
Elle résulte de la division en 2001 du meilleur scénario (Best Original Screenplay) en meilleur scénario adapté (Best Adapted Screenplay) et meilleur scénario original (Best Original Screenplay).

## Palmarès

### Années 2000
- 2001 : American Psycho – Mary Harron et Guinevere Turner
  - Beau Travail – Claire Denis et Jean-Pol Fargeau
  - Requiem for a Dream – Hubert Selby Jr. et Darren Aronofsky
  - Titus – Julie Taymor
  - Traffic – Stephen Gaghan
  - Urbania – Daniel Reitz et Jon Shear
  - Virgin Suicides (The Virgin Suicides) – Sofia Coppola
- 2002 : Le Seigneur des anneaux : La Communauté de l'anneau (The Lord of the Rings: The Fellowship of the Ring) – Fran Walsh, Philippa Boyens et Peter Jackson
  - Ghost World – Daniel Clowes et Terry Zwigoff
  - Hedwig and the Angry Inch – John Cameron Mitchell
  - Chez les heureux du monde (The House of Mirth) – Terence Davies
  - In the Bedroom – Robert Festinger et Todd Field
  - Memento – Christopher Nolan
- 2003 : Lantana – Andrew Bovell
  - 8 femmes – François Ozon et Marina de Van
  - Le Seigneur des anneaux : Les Deux Tours (The Lord of the Rings: The Two Towers) – Fran Walsh, Philippa Boyens, Stephen Sinclair et Peter Jackson
  - La Pianiste – Michael Haneke
  - La Secrétaire (Secretary) – Erin Cressida Wilson et Steven Shainberg
- 2004 : American Splendor – Shari Springer Berman et Robert Pulcini
  - Bubba Ho-tep – Don Coscarelli
  - Marion Bridge – Daniel MacIvor
  - Morvern Callar – Lynne Ramsay et Liana Dognini
  - The Safety of Objects – Rose Troche
  - The Secret Lives of Dentists – Craig Lucas
  - Le Mystificateur (Shattered Glass) – Billy Ray
  - Paï (Whale Rider) – Niki Caro
- 2005 : The Saddest Music in the World – Guy Maddin et George Toles
  - La Grosse Bête (Duże zwierzę) – Krzysztof Kieślowski
  - La Maison au bout du monde (A Home at the End of the World) – Michael Cunningham
  - Carnets de voyage (Diarios de motocicleta) – José Rivera
  - Sideways – Alexander Payne et Jim Taylor
  - Le Samouraï du crépuscule (たそがれ清兵衛) – Yôji Yamada et Yoshitaka Asama
  - Untold Scandal (스캔들 - 조선 남녀 상열지사) – Kim Dae-woo, Kim Hyun-jeong et Lee Je-yong
- 2006 : Le Secret de Brokeback Mountain (Brokeback Mountain) – Larry McMurtry et Diana Ossana
  - Truman Capote (Capote) – Dan Futterman
  - Mysterious Skin – Gregg Araki
  - Old Boy (올드보이) – Hwang Jo-yun, Lim Chun-hyeong, Lim Joon-hyung et Park Chan-wook
  - Tony Takitani (トニー滝谷) – Jun Ichikawa
- 2007 : Tournage dans un jardin anglais (A Cock and Bull Story) – Frank Cottrell Boyce
  - Brothers of the Head – Tony Grisoni
  - History Boys (The History Boys) – Alan Bennett
  - Little Children – Todd Field et Tom Perrotta
  - La Moustache – Emmanuel Carrère
  - A Scanner Darkly – Richard Linklater
- 2008 : Loin d'elle (Away from Her) – Sarah Polley
  - Le Scaphandre et le Papillon – Ronald Harwood
  - No Country for Old Men – Joel et Ethan Coen
  - Persepolis – Marjane Satrapi et Vincent Paronnaud
  - There Will Be Blood – Paul Thomas Anderson
- 2009 : Morse (Låt den rätte komma in) – John Ajvide Lindqvist
  - OSS 117 : Le Caire, nid d'espions – Jean-François Halin and Michel Hazanavicius
  - The Tracey Fragments – William Finkelstein
  - Démineurs (The Hurt Locker) – Maureen Medved
  - XXY – Lucía Puenzo

### Années 2010
- 2010 : Precious (Precious: Based on the Novel Push by Sapphire) – Geoffrey Fletcher
  - Entre les murs – François Bégaudeau, Robin Campillo et Laurent Cantet
  - Une éducation (An Education) – Nick Hornby
  - Gomorra – Matteo Garrone, Roberto Saviano, Maurizio Braucci, Ugo Chiti, Gianni Di Gregorio et Massimo Gaudioso
  - Pontypool – Tony Burgess
  - A Single Man – Tom Ford et David Scearce
- 2011 : Winter's Bone – Debra Granik et Anne Rosellini
  - Fair Game – Jez Butterworth et John Butterworth
  - The Ghost Writer – Robert Harris et Roman Polanski
  - Millénium (Män som hatar kvinnor) – Rasmus Heisterberg et Nikolaj Arcel
  - Rabbit Hole – David Lindsay-Abaire
- 2012 : The Descendants – Alexander Payne, Nat Faxon et Jim Rash
  - Le Hérisson – Mona Achache
  - Higher Ground – Carolyn S. Briggs et Tim Metcalfe
  - The Music Never Stopped – Gwyn Lurie et Gary Marks
  - Submarine – Richard Ayoade
- 2013 : Le Monde de Charlie (The Perks of Being a Wallflower) - Stephen Chbosky adapté de son roman
  - Les Bêtes du sud sauvage (Beasts of the Southern Wild) - Lucy Alibar et Benh Zeitlin adapté de la pièce de Lucy Alibar
  - Killer Joe - Tracy Letts adapté de sa pièce
  - Happiness Therapy (Silver Linings Playbook) - David O. Russell adapté du roman de Matthew Quick
  - The Sessions - Ben Lewin d'après l'article de Mark O'Brien